# Bélomancie
La bélomancie, aussi bolomancie, est la divination par les flèches. Les Chaldéens, les Grecs, les Arabes ainsi que les Scythes l'ont pratiquée. Son nom vient du mot grec belos (« dard », « flèche »).
Ces peuples pratiquaient cet art de manière très différente ; les Chaldéens inscrivaient sur leurs flèches le nom des villes dans lesquelles ils se proposaient d'aller. La première flèche qu'ils tiraient du carquois leur indiquait où il fallait se rendre.
D'autres peuples tiraient des flèches sur lesquelles étaient écrits des symboles occultes ; les inscriptions sur la flèche qui allait le plus loin étaient lues comme un signe magique.
Également, des voyageurs perdus utilisaient parfois la bélomancie pour retrouver leur chemin : le voyageur jetait sa flèche en l'air, et lorsqu'elle retombait à terre, la direction vers laquelle elle pointait indiquait où le voyageur devait aller.